# 天主教皮科馬約宗座代牧區
天主教皮科馬約宗座代牧區（拉丁語：Vicariatus Apostolicus Pilcomayoënsis）是巴拉圭一個羅馬天主教宗座代牧區，直屬教廷。
1925年2月12日建立了宗座監牧區，1950年7月14日升為代牧區。
代牧區位於博克龍省和阿耶斯總統省北部，教座位於省會埃斯蒂加里維亞元帥鎮。2010年有教友38,700人（佔轄區總人口46.6%）、五個堂區、十名司鐸。現任宗座代牧為盧西奧·阿爾費特。